# Consistoire Bayonne
Das Consistoire Bayonne, mit Sitz in der französischen Stadt Bayonne, wurde 1844 neu geschaffen. Es unterstand wie alle anderen regionalen Konsistorien dem Consistoire central israélite, das von Napoleon durch ein kaiserliches Dekret vom 15. März 1808 geschaffen wurde.

## Aufgaben
Die Konsistorien, die einen halbstaatlichen Status erhielten, sollten nach protestantischem Vorbild die inneren Angelegenheiten der jüdischen Glaubensgemeinschaft regeln. Das Konsistorium hatte den Kultus zu verwalten, die Juden zur Ausübung nützlicher Berufe anzuhalten und den Behörden die jüdischen Rekruten zu benennen.
In der dreigliedrigen hierarchischen Struktur stand oben das Consistoire central israélite (Zentrales Konsistorium) in Paris, dem die regionalen Konsistorien (Consistoires régionaux) unterstanden, und diesen waren die einzelnen jüdischen Gemeinden (communautés juives) untergeordnet. Die Konsistorien hatten die Aufgabe, die Religionsausübung innerhalb der staatlichen Gesetze zu überwachen und die Steuern festzulegen und einzuziehen, damit die Organe der jüdischen Konfession ihre Ausgaben bestreiten konnten.
Mit dem 1905 in Kraft getretenen Gesetz zur Trennung von Kirche und Staat endete die Zeit der Konsistorien. Die jüdischen Gemeinden mussten sich nun als Vereinigungen (associations) konstituieren und ohne staatliche Zuwendungen auskommen.

## Mitglieder
Jedes regionale Konsistorium besaß einen Großrabbiner und vier Laienmitglieder, die von den jüdischen Notabeln der angeschlossenen Gemeinden gewählt wurden.

## Gemeinden
Nach dem Calendrier à l'usage des israélites für 1875/76 war das Konsistorium Bayonne, nach der 1872 erfolgten Neueinteilung der Konsistorien, für die jüdischen Gemeinden der Départements Basses-Pyrénées, Haute-Garonne, Aude, Pyrénées-Orientales und Landes zuständig: 
- Jüdische Gemeinde Bayonne
- Jüdische Gemeinde Carcassonne
- Jüdische Gemeinde Pau
- Jüdische Gemeinde Perpignan
- Jüdische Gemeinde Peyrehorade
- Jüdische Gemeinde Toulouse